# Semisuturia flavifrons
Semisuturia flavifrons là một loài ruồi trong họ Tachinidae.